# Schizoporella unicornis
Schizoporella unicornis är en mossdjursart som först beskrevs av Johnston in Wood 1844.  Schizoporella unicornis ingår i släktet Schizoporella och familjen Schizoporellidae. Arten har ej påträffats i Sverige. Inga underarter finns listade i Catalogue of Life.